# Rogny
Rogny ist eine französische Gemeinde mit 100 Einwohnern (Stand 1. Januar 2022) im Département Aisne in der Region Hauts-de-France (vor 2016 Picardie). Sie gehört zum Arrondissement Vervins, zum Kanton Marle und zum Gemeindeverband Thiérache du Centre.

## Lage
Die Gemeinde Rogny liegt in der Thiérache an der Mündung des Brune in den Vilpion, zehn Kilometer südwestlich von Vervins. Nachbargemeinden von Rogny sind Lugny im Nordwesten und Norden, Houry im Nordosten, Prisces im Osten, Cilly im Südosten, Montigny-sous-Marle im Südwesten sowie Thiernu im Westen.

## Bevölkerungsentwicklung
| Jahr                       | 1962 | 1968 | 1975 | 1982 | 1990 | 1999 | 2006 | 2014 | 2022 |
| Einwohner                  | 179  | 142  | 138  | 138  | 129  | 116  | 98   | 112  | 100  |
| Quellen: Cassini und INSEE |      |      |      |      |      |      |      |      |      |

## Sehenswürdigkeiten
- Wehrkirche Saint-Évent, Monument historique seit 1989[1]

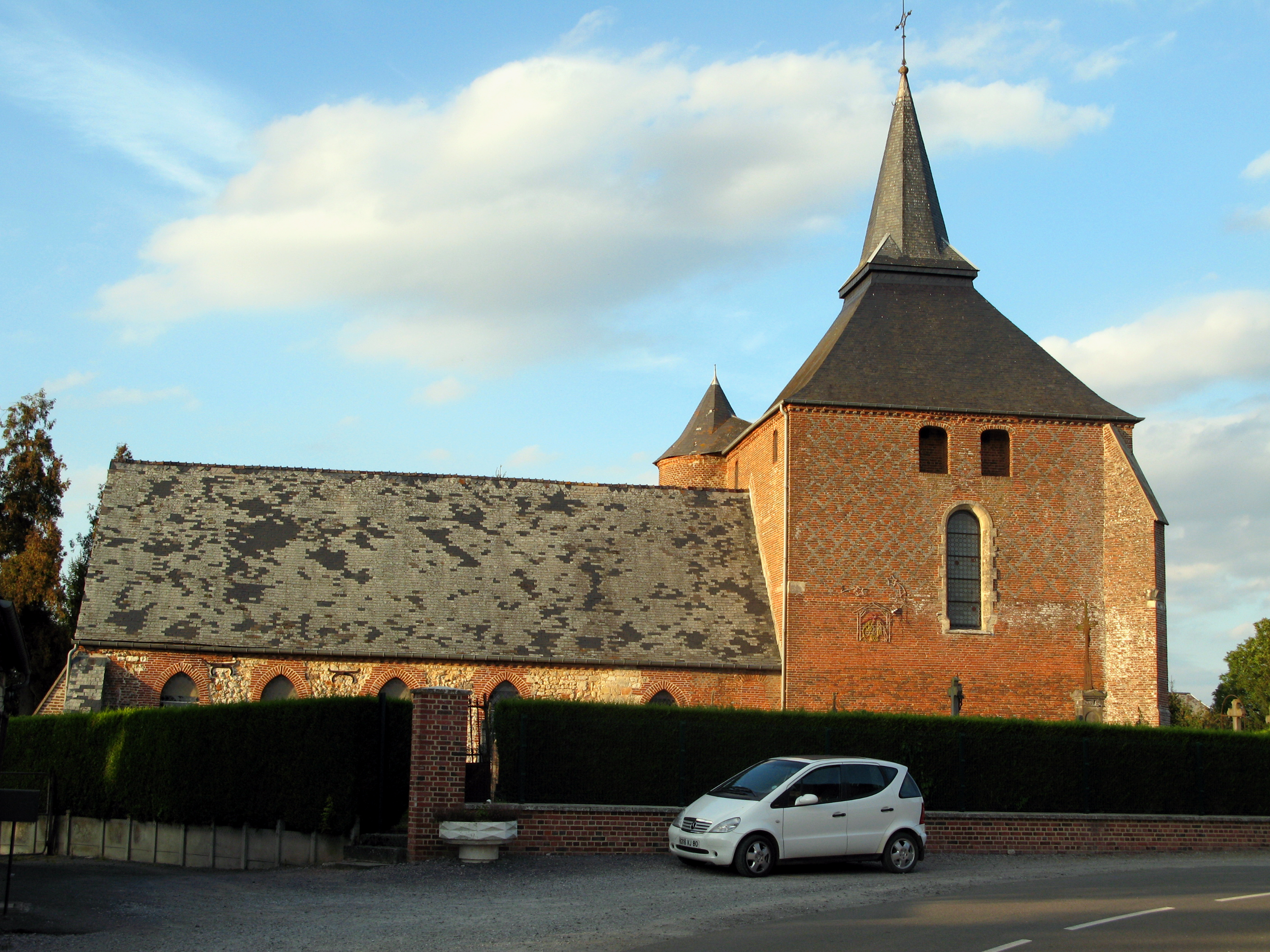
Kirche Saint-Évent
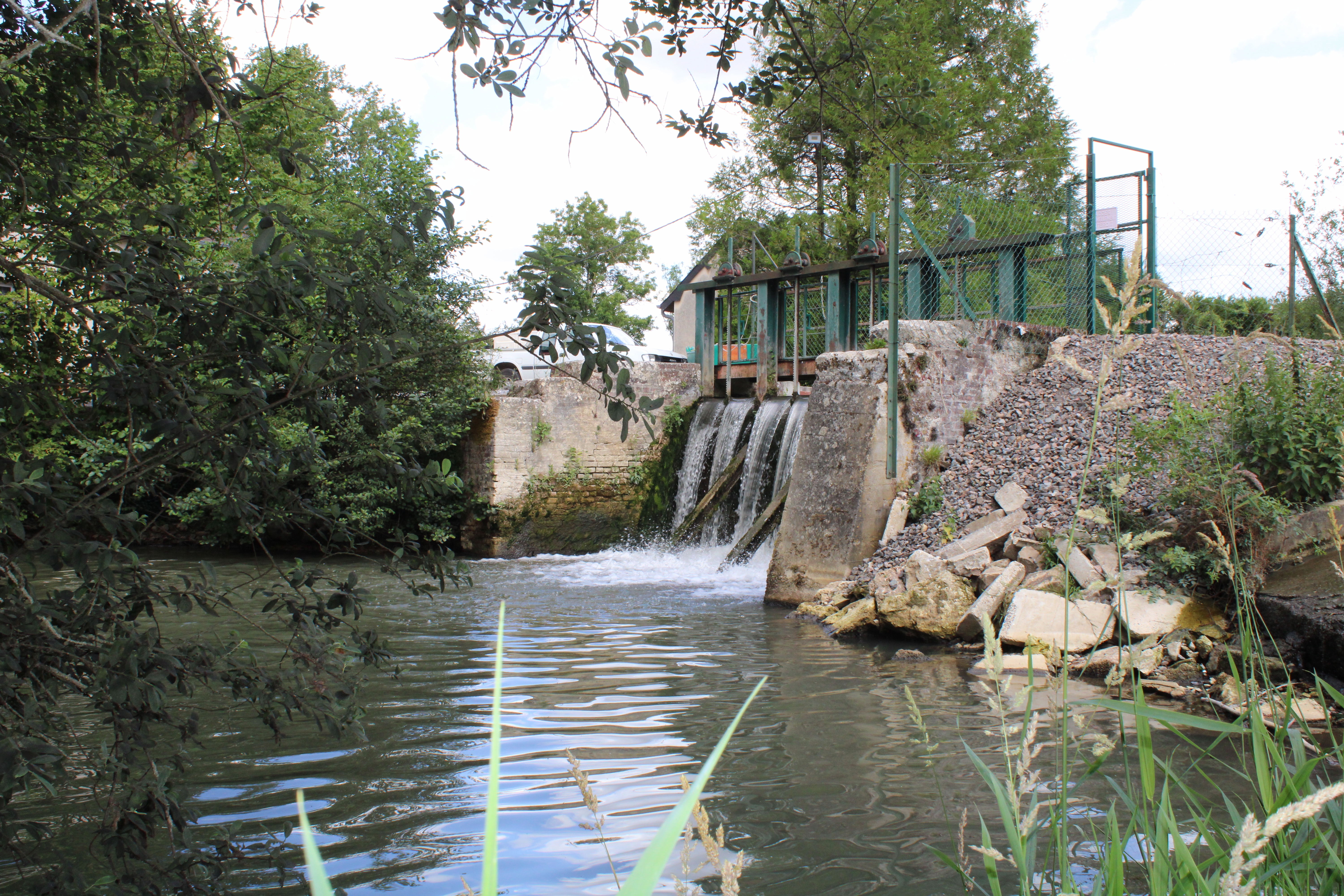
Wassermühle
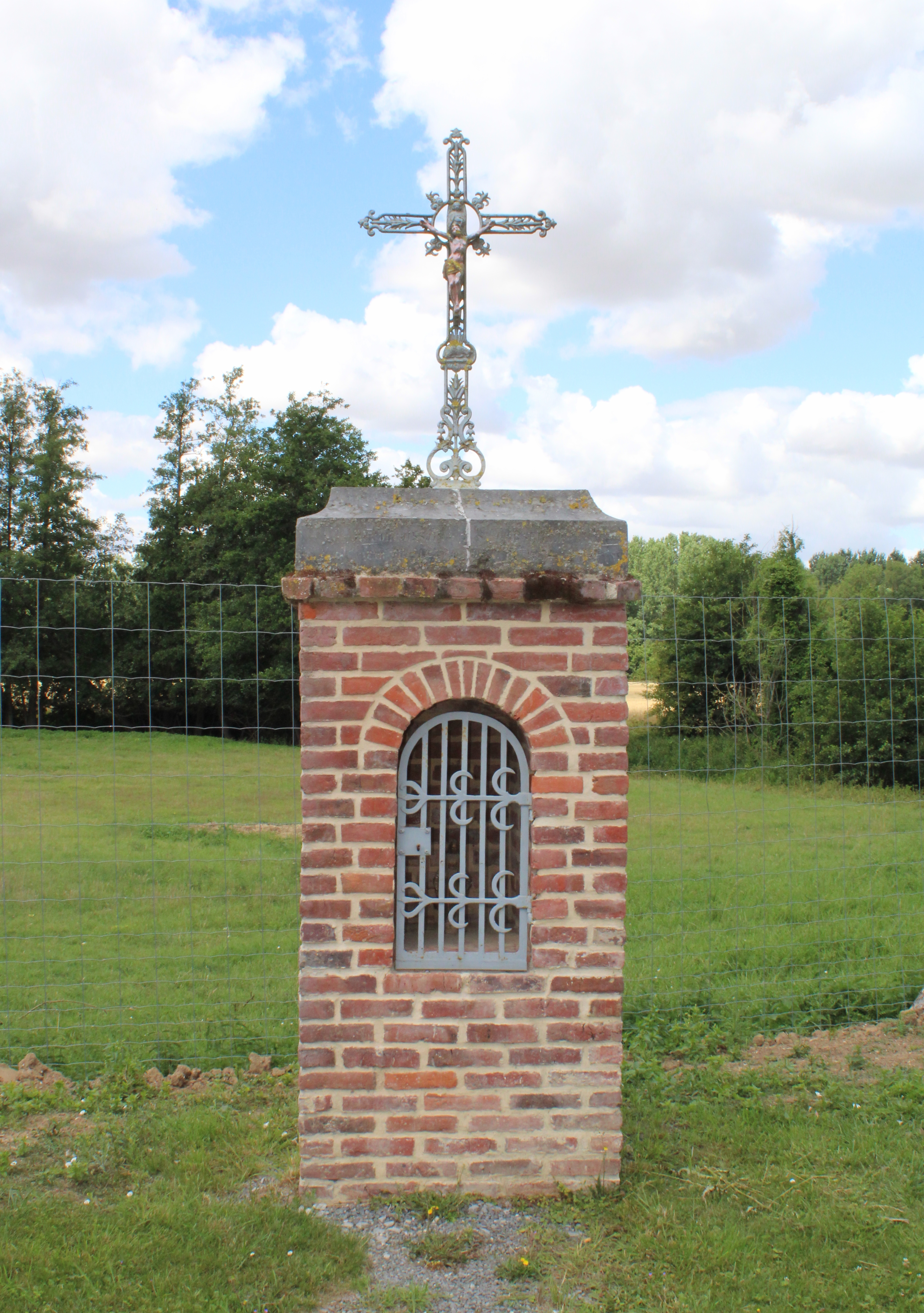
Oratorium